# Brás Pires
Pour les articles homonymes, voir Bras.
Brás Pires est une municipalité brésilienne de l'État du Minas Gerais et la microrégion de Viçosa.